# 森友一
森 友一（もり　ともかつ、1893年（明治26年）2月28日 - 1959年（昭和34年）1月23日）は、日本海軍の軍人。操艦の名手といわれ、太平洋戦争において重巡洋艦・「羽黒」艦長として歴戦。のち第一水雷戦隊司令官を務めた海軍少将である。

## 人物・来歴
略歴

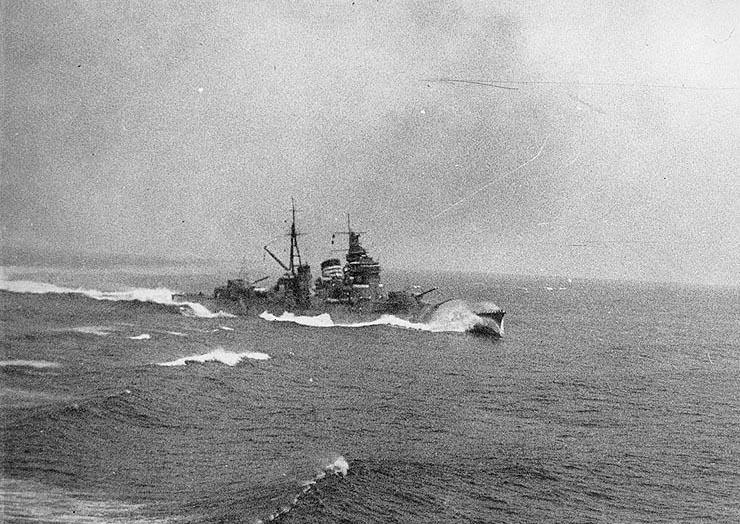
重巡・羽黒（1936年）

石川県出身。父は第三高等学校や京都一中の校長を務めた森外三郎である。草鹿龍之介は石川師範学校附属小学校の同級生であった。京都一中を経て海軍兵学校42期を117名中62番で卒業した。森は水雷学校高等科学生を修了した水雷科専攻士官である。大尉で「有明」駆逐艦長、「葦」駆逐艦長に就任して以来、6艦の艦長、2隊の駆逐隊司令などを経て、「羽黒」艦長として太平洋戦争を迎えた。第二艦隊に属し南方攻略戦に参加。スラバヤ沖海戦で武勲を挙げたほか、珊瑚海海戦ではMO機動部隊、ミッドウェー海戦では攻略部隊の一員として参戦している。1942年（昭和17年）11月少将へ昇進し、第一水雷戦隊司令官に就任。北方部隊に属しアッツ島への輸送任務に従事中、アッツ島沖海戦が生起。一水戦は雷撃を行ったが命中せず、その指揮には批判がある。2月あまりのち病に倒れ離任。後任はキスカ島撤退作戦を成功させる木村昌福であった。1年近くの療養を経て、横須賀海軍工廠機雷実験部長、呉練習戦隊司令官を歴任して終戦を迎えた。1947年（昭和22年）11月28日、公職追放仮指定を受けた。
スラバヤ沖海戦
スラバヤ沖海戦は太平洋戦争において水上艦艇のみで行われた最初の海戦であった。戦闘は日本海軍の勝利に終わったが、戦術的には批判がある。1942年2月27日、「羽黒」は昼戦で主砲弾を英重巡・「エクセター」の機関室に命中させ連合国艦隊を混乱に陥れる。また「羽黒」が発した魚雷は蘭駆逐艦・「コルテノール」を撃沈した。引き続く夜戦では僚艦「那智」とともに発射した魚雷が蘭軽巡・「デ・ロイテル」、「ジャワ」に命中し両艦を撃沈している。3月1日、クラガン上陸援護中に「エクセター」および駆逐艦2隻と交戦。重巡4隻を主力とする日本海軍部隊は3艦を撃沈した。
人物
ミッドウェー海戦後の撤退にあたり「羽黒」は「妙高」、第九駆逐隊と主隊を援護するため牽制行動をとる。この際森は20日以上の間艦橋から離れることなく指揮にあたった。部下の尊敬を集めていたが、"やかまし屋"でもあり恐れられていた。
操艦技術には定評があったが、その技量を活かし部下を救った話が伝わっている。洋上補給をしていた「羽黒」が航空機の襲来を受けた際、兵が艦から落下し失神状態となった。森は下士官に「海へとびこめ」と命令。40分の戦闘後、下士官と水兵のいる海上の一点に艦を停止させ2人を救出した。
主な補職
- 第五戦隊参謀
- 横須賀鎮守府参謀
- 戦艦・「長門」水雷長
- 水雷学校教官兼通信学校教官兼砲術学校教官兼潜水学校教官
- 第五水雷戦隊参謀
- 第一掃海隊司令
- 第二十八駆逐隊司令
- 第九駆逐隊司令
- 敷設艦・「厳島」艦長兼水上機母艦・「神威」艦長
- 軽巡洋艦・「多摩」艦長
- 重巡洋艦・「青葉」艦長